# Saussurea frolowii
Saussurea frolowii là một loài thực vật có hoa trong họ Cúc. Loài này được Ledeb. miêu tả khoa học đầu tiên năm 1833.